# روبرت س. كرايغ
روبرت س. كرايغ (بالإنجليزية: Robert C. Craig)‏ هو عالم نفس أمريكي، ولد في 9 مارس 1921، وتوفي في 25 مارس 1990.